# Négy esküvő és egy temetés (film)
A Négy esküvő és egy temetés (Four Weddings and a Funeral) 1994-ben bemutatott angol romantikus filmvígjáték, melynek rendezője Mike Newell, főszereplői pedig Hugh Grant, Andie MacDowell, Kristin Scott Thomas, Simon Callow és John Hannah voltak. A film több mint tucatnyi díjra kapott jelölést, és hat díjat el is nyert 1995-ben. A film zenéjéből a Love is All Around című dalnak a Wet Wet Wet által feldolgozott változata 1994–95-ben világsláger lett.

## Cselekmény
A film főszereplői zömmel a brit nemesi osztályhoz tartozó fiatalok, akik lassanként sorra eljutnak a családalapító korba. A társaság két tagjának esküvőjén pillantja meg egymást a két főszereplő, Charles (Hugh Grant) és az Amerikából érkezett Carrie (Andie MacDowell). Charles az első pillanattól kezdve úgy érzi, hogy Carrie a legvonzóbb nő, akivel valaha is találkozott az életében. Az első, szenvedélyes éjszakát követően elbúcsúznak ugyan egymástól, de két hónap múlva egy újabb esküvőn ismét találkoznak. Ez utóbbi találkozás nem sül el a legjobban, mert Carrie-ről kiderül, hogy vőlegénye van; igaz, Charles is a maga esküvőjére készülődik. Amikor azonban megtudja, hogy Carrie szakított, Charles nehéz döntés elé kerül: menyasszonyát vagy Carrie-t válassza?

## Főbb szereplők
| Szerep          | Színész              | Magyar hangja (1. szinkron, 1994) |
| --------------- | -------------------- | --------------------------------- |
| Charles         | Hugh Grant           | Stohl András                      |
| Carrie          | Andie MacDowell      | Kovács Nóra                       |
| Tom             | James Fleet          | Kerekes József                    |
| Gareth          | Simon Callow         | Tordy Géza                        |
| Matthew         | John Hannah          | Széles László                     |
| Fiona           | Kristin Scott Thomas | Für Anikó                         |
| David           | David Bower          | −                                 |
| Scarlett        | Charlotte Coleman    | Györgyi Anna                      |
| Angus           | Timothy Walker       | Haás Vander Péter                 |
| Laura           | Sara Crowe           | Kocsis Mariann                    |
| Gerald atya     | Rowan Atkinson       | Harsányi Gábor                    |
| Bernard Delaney | David Haig           | Józsa Imre                        |
| Lydia Hibbot    | Sophie Thompson      | Prókai Annamária                  |
| Hamish Banks    | Corin Redgrave       | Ujréti László                     |
| Henrietta       | Anna Chancellor      | Andresz Kati                      |
| Serena          | Robin McCaffrey      | Orosz Helga                       |
| Deirdre         | Susanna Hamnett      | −                                 |

## Díjak és jelölések

### Díjak
- BAFTA-díj (1995) – Legjobb film: Mike Newell, Duncan Kenworthy
- BAFTA-díj (1995) – Legjobb rendező: Mike Newell
- BAFTA-díj (1995) – Legjobb női mellékszereplő: Kristin Scott Thomas
- BAFTA-díj (1995) – Legjobb férfi alakítás: Hugh Grant
- César-díj (1995) – Legjobb idegen nyelvű film: Mike Newell
- Golden Globe-díj (1995) – Legjobb színész - zenés film és vígjáték kategória: Hugh Grant

### Jelölések
- BAFTA-díj (1995) – Legjobb férfi mellékszereplő: Simon Callow, John Hannah
- BAFTA-díj (1995) – Legjobb női mellékszereplő: Charlotte Coleman
- BAFTA-díj (1995) – Legjobb eredeti forgatókönyv: Richard Curtis
- BAFTA-díj (1995) – Legjobb jelmeztervezés: Lindy Hemming
- BAFTA-díj (1995) – Legjobb vágás: Jon Gregory
- BAFTA-díj (1995) – Legjobb filmzene: Richard Rodney Bennett
- Golden Globe-díj (1995) – Legjobb színésznő - zenés film és vígjáték kategória: Andie MacDowell
- Golden Globe-díj (1995) – Legjobb film - zenés film és vígjáték kategória
- Golden Globe-díj (1995) – Legjobb forgatókönyv: Richard Curtis
- Oscar-díj (1995) – Legjobb film: Duncan Kenworthy
- Oscar-díj (1995) – Legjobb eredeti forgatókönyv: Richard Curtis